# Heinrich Angermeier
Heinrich Angermeier (* 5. April 1884 in Groß-Zimmern; † 22. Februar 1945 im KZ Dachau) war ein deutscher Politiker (KPD) und Landwirt.

## Leben
Angermeier war der Sohn des Bäckers Anton Angermeier und dessen Ehefrau Magdalena geborene Krauß (Weber beschreibt den Vater als „sozialistisch orientierten Bauern“). Angermeier, der katholischer Konfession war, heiratete in erster Ehe Anna Maria Kern und in zweiter Ehe Christina Strauß, verw. Sproß.
Er wurde im Ersten Weltkrieg schwer verwundet und schloss sich 1920 der Kommunistischen Partei Deutschlands an, für die er 1924 in den Landtag des Volksstaates Hessen gewählt wurde, wo er sich als Landwirtschaftsexperte Ansehen erwarb. Angermeier blieb stets Landwirt in Groß-Zimmern und übernahm nur ehrenamtliche Parteifunktionen, so zeitweise als Mitglied der Unterbezirksleitung Darmstadt. 1927 erneut in den Landtag gewählt, trat Angermeier, der parteiintern zum „rechten“ Flügel um Thalheimer und Brandler zählte, nach dem Ausschluss seines Fraktionskollegen Heinrich Galm Anfang 1929 aus der KPD aus und schloss sich der Kommunistischen Partei-Opposition (KPO) an, für die er sein Landtagsmandat bis zum Ende der Legislaturperiode wahrnahm. Anders als Galm gelang es Angermeier nicht, 1931 wieder in den Landtag gewählt zu werden.
Nach der Machtübernahme der NSDAP 1933 wurde Angermeier verhaftet und über ein Jahr lang im KZ Osthofen gefangen gehalten. Nach seiner Freilassung war er bis 1944 wieder auf seinem Hof in Groß-Zimmern tätig. Im Rahmen der Aktion Gitter wurde er am 22. August 1944 erneut inhaftiert und am 25. August 1944 ins KZ Dachau verschleppt, wo er am 22. Februar 1945 starb.